# Беспорядки в Боснии и Герцеговине (2014)
Беспорядки в Боснии и Герцеговине (босн. Februarski protesti u Bosni i Hercegovini, хорв. Nemiri u Federaciji Bosne i Hercegovine 2014., серб. Немири у Федерацији БиХ 2014.) — ряд протестных акций, проходивших на территории Боснии и Герцеговины в период с 3 по 10 февраля 2014 года.
В ряде крупных городов страны начались митинги против правительства, быстро переросшие в беспорядки. Основным требованием митингующих была отставка правительства Боснии.
Ряд средств массовой информации, таких как BBC и New York Times, описывая беспорядки, использовали термин Боснийская весна (босн. Bosansko proljeće), по аналогии с Арабской и Пражской весной.
В отставку подали администрации трёх кантонов Боснии и Герцеговины, а также премьер Унско-Санского кантона Хамдия Липовача.

## Причины
Главной причиной протестов стал высокий уровень безработицы в стране — 27,5 % (самый высокий на Балканах). Кроме того, более 20 % населения вовлечены в так называемую теневую экономику; каждый пятый гражданин проживал за чертой бедности, а среднемесячная заработная плата составляла 420 евро (около $ 570).
Непосредственной причиной, спровоцировавшей беспорядки, стало закрытие фабрик и фирм в Тузле, третьем по величине городе страны, являющимся центром крупного промышленного региона. В начале XXI века четыре крупные государственные компании были приватизированы, а новые владельцы обязались инвестировать в них средства. Однако вместо этого они продали активы, перестали платить рабочим и подали заявления о банкротстве. 3—4 февраля в городе проходили мирные демонстрации, но уже 5 февраля они переросли в противостояние с полицией, когда бывшие работники этих компаний начали штурмовать помещение местной власти. Вскоре протесты и беспорядки начались в других крупных городах страны.

## Хронология

### Тузла

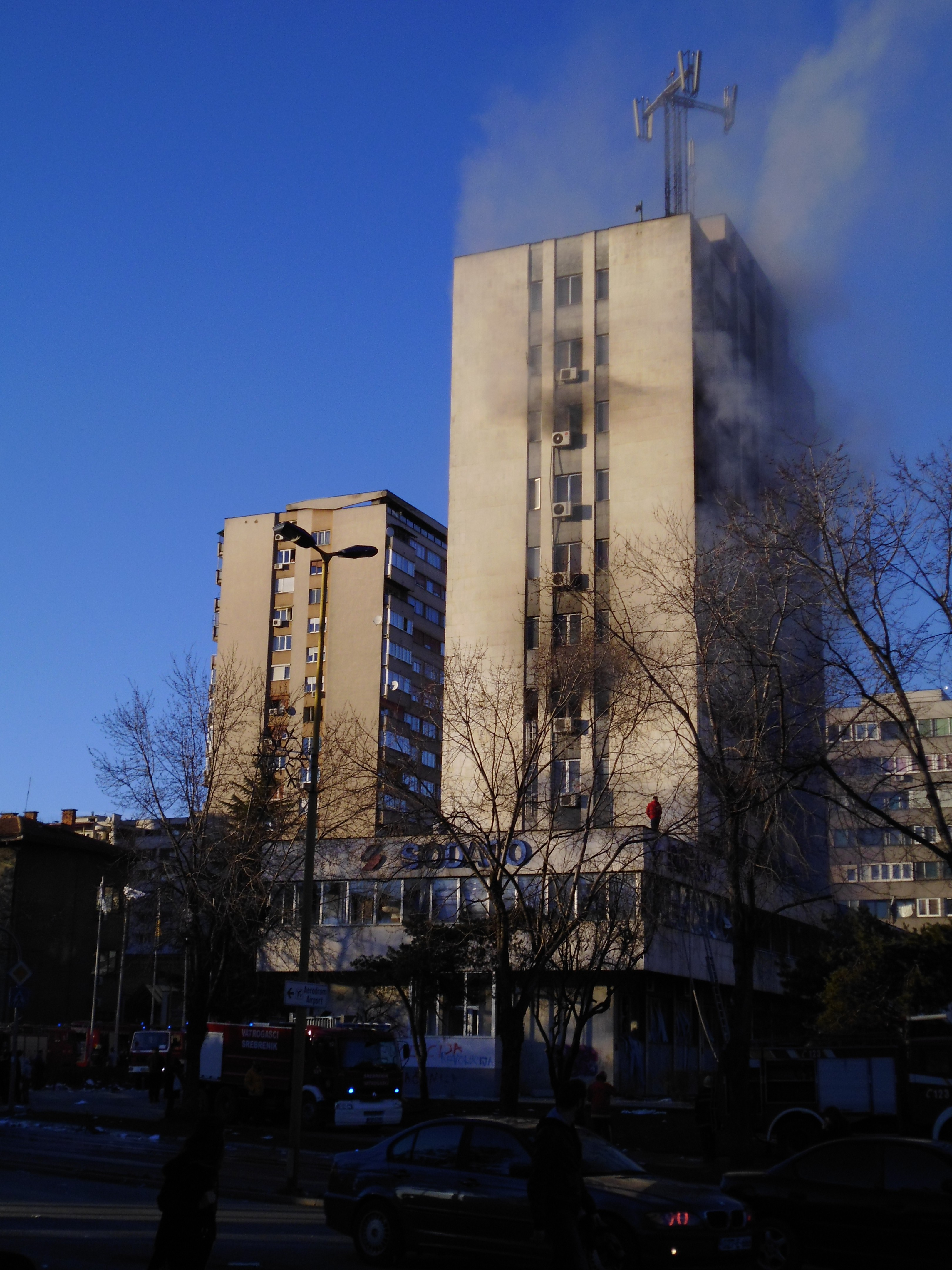
Здание администрации Тузлы 7 февраля

Протесты начались 3 февраля в городе Тузла, однако уже скоро превратились в массовые беспорядки местных жителей. В результате начались столкновения полиции и горожан. Демонстранты обвиняют чиновников в том, что они оставили их безработными, приватизировав крупные компании страны.
Вскоре протестующие перекрыли все дороги в городе. Они также заблокировали здание администрации, требуя выплату компенсаций. В ответ полицейские разогнали демонстрантов и окружили здание администрации. Начались драки между полицейскими и митингующими. К концу дня местные СМИ сообщили, что 17 полицейских получили ранения, а 24 демонстранта были арестованы.
На следующий день число демонстрантов возросло до 6000 человек. Протестующие собрались перед зданием администрации, требуя выплату компенсаций и отмену приватизации предприятий. Начались столкновения между полицией и демонстрантами. Согласно сообщениям местных газет, было ранено до 100 полицейских, 27 протестовавших были арестованы. Около 20 гражданских получили незначительные травмы; было уничтожено 11 автомобилей.
В четверг 6 февраля протесты и митинги вспыхнули по всей стране, в том числе и в Сараеве, где митингующие перекрыли движение в центре города. Четверо сотрудников полиции было госпитализировано. Более 200 человек вышли на улицы Мостара, а около 150 человек начали митинги в Тешане. Один из митинговавших в Зенице сказал, что «Сегодня мы боролись за Тузлу, завтра мы будем бороться за всех».
В Тузле было арестовано 27 человек, освобождённых накануне. Против протестующих полиция применяла слезоточивый газ, в результате чего травмировано было около 20 человек. Городские школы были закрыты.
7 февраля более чем в 20 городах страны начались митинги в поддержку демонстраций в Тузле. В самой Тузле в ходе столкновений правительственных войск и протестующих, но «кольцо» полицейских было прорвано и около 100 демонстрантов ворвались в здание администрации. Вскоре здание запылало. Пожарные не смогли прорваться к зданию. После этого протесты начались у местного суда, где шёл процесс над несколькими демонстрантами. Через некоторое время около 10000 местных жителей пошли на штурм суда, из-за чего полицейским пришлось срочно эвакуировать всех его работников. Однако через некоторое время полицейские перешли на сторону митингующих. По сообщениям СМИ в этот день потери среди полицейских составили до 100 человек.
В этот же день в городе Брчко толпа взяла в плен мэра, правда потом он был отпущен.
На следующий день протесты начались в других городах Боснии и Герцеговины, когда как в Тузле, захваченной демонстрантами, началась уборка улиц от мусора.

### Зеница

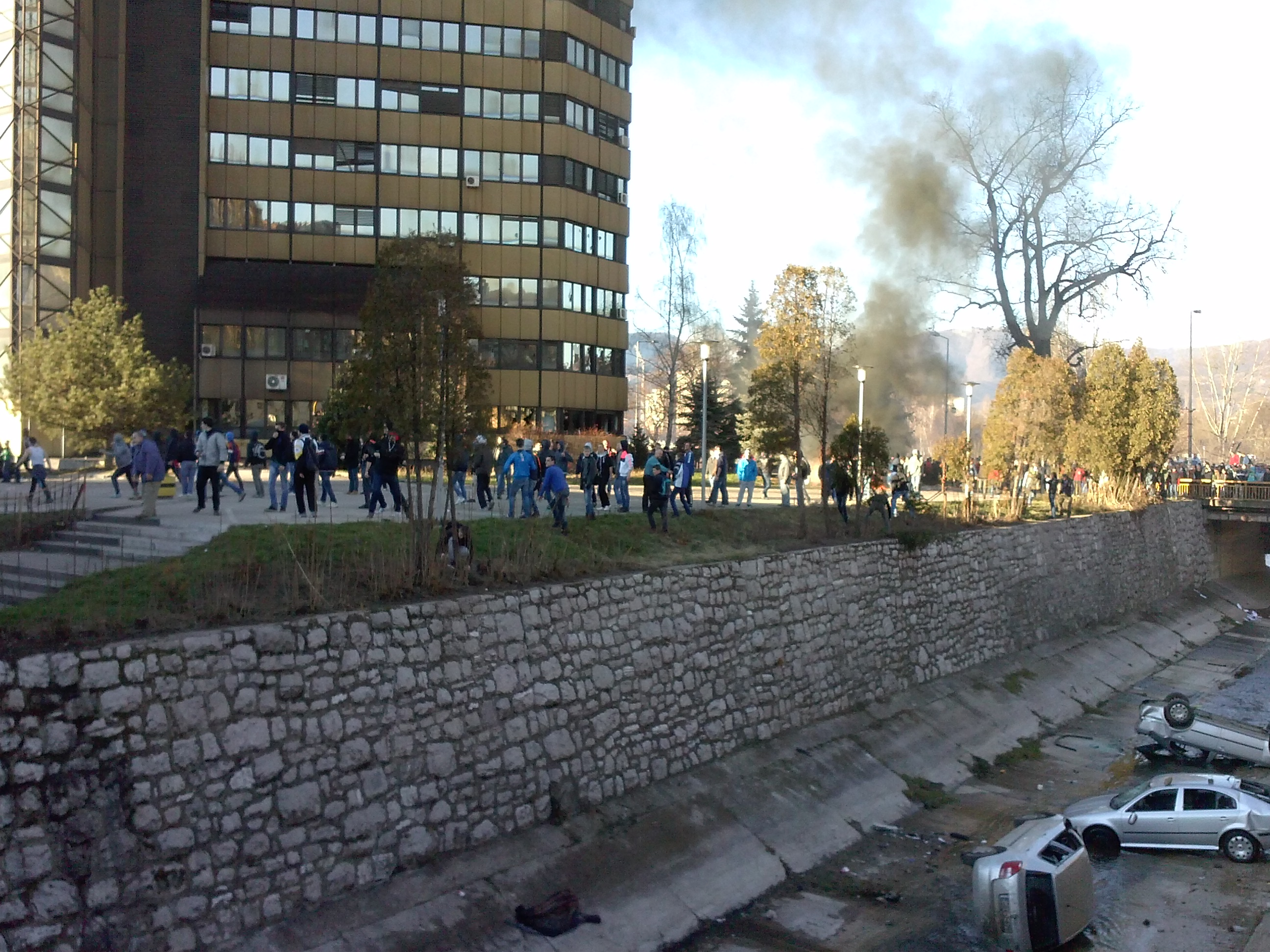
Беспорядки в Зенице

Протесты в Зенице начались 7 февраля, когда протестующие ворвались в здание местной администрации и подожгли его, заодно с несколькими автомобилями. Администрация Зеницко-Добойского кантона сообщила, что если беспорядки не прекратятся, они уйдут в отставку.
10 февраля протестующие вновь начали митинговать с требованиями изменить социальную политику. Вскоре представители протестующих встретились с местными чиновниками.

### Сараево
Митинги в Сараеве начались 7 февраля. Полицейские применили против митингующих слезоточивый газ и резиновые пули, однако несколько тысяч протестующих прорвались в здание правительства и подожгли его.
Демонстранты, кроме того, подожгли несколько машин полицейских. В здании правительства демонстранты подожгли два этажа и государственный архив. Заодно с зданием правительства демонстранты подожгли здание муниципального правительства Сараева.
На следующий день начались мирные протесты против правительства с требованием освободить задержанных в ходе беспорядков граждан. Лидеры протестующих призывали к мирным акциям протеста и требовать отставки правительства. Пресс-секретарь городского суда Алем Хамзич объявил, что 33 демонстранта были отпущены.
Акции протеста 9 февраля обошлись без столкновений. Однако утром 10 февраля в одном из столичных районов прогремел взрыв. Жертв нет.

### Бихач
Акции протеста в городе Бихач начались 6 февраля. Около 3000 граждан собрались около здания местной администрации, требуя отставки премьер-министра Унско-Санского кантона и министра полиции. Начались столкновения между полицией и демонстрантами, которые скандировали «Воры!». Полицейские конфисковали бутылки с зажигательной смесью. Магазины в центре города были закрыты. Протестующие собрались у дома премьер-министра кантона, Хамдийи Липовачи, требуя от него отставки. В ходе столкновений с полицией было ранено несколько человек, после чего митингующие разошлись.
10 февраля, после нескольких митингов местных жителей, премьер Унско-Санского кантона Хамдия Липовача подал в отставку.

### В соседних странах
В знак поддержки митингующим в Боснии и Герцеговине 12 февраля митинги прошли в Белграде, а на следующий день — в Загребе, где, как сообщается, были задержаны две женщины. Кроме того, протесты прошли в Косове и Черногории.

## Реакция

### Внутренняя
- Федерация Боснии и Герцеговины — 7 февраля премьер-министр страны объявил, что митингующие — простые хулиганы, которые хотят создать в стране хаос[64], тогда как Бакир Изетбегович сказал, что «Люди хотят смены власти и мы должны дать им право выбрать в течение трёх месяцев»[65].
- Республика Сербская — Президент страны Милорад Додик заявил, что он гордится гражданами Республики Сербской, которые не ведутся на провокации.

### Международная
- ООН — 9 февраля Верховный представитель по Боснии и Герцеговине Валентин Инцко заявил, что не исключает силовой вариант урегулирования конфликта в стране. По его словам, если насилие в стране не прекратится, то ЕС может ввести свои войска на территорию страны[9].
- Европейский союз — 12 февраля руководитель миссии Евросоюза в Сараево Петер Серенсен призвал протестующих соблюдать порядок. В частности, он заявил, что они: «Имеют право выражать своё недовольство и мнение только ненасильственным путём»[66]